# Узурова, Куралай Рахатовна
Куралай Рахатовна Узурова (каз. Құралай Рахатқызы Узурова, в девичестве Тилебалдинова) — главный тренер сборной Казахстана по фигурному катанию (2004—2021).

## Карьера
Родилась 17 декабря 1972 года. Начала заниматься фигурным катанием после того, как мама привела её в секцию для укрепления здоровья. До седьмого класса выступала в одиночном катании. Затем перешла в спортивные танцы на льду, где образовала пару с Дмитрием Казарлыгой. Они тренировались в Алма-Ате. Когда там закрылось отделение фигурного катания, Казарлыга переехал в Москву, и Куралай стала кататься с новым партнёром. Как отмечал их наставник Юрий Гуськов: «Поначалу у них неплохо получалось, но потом все заглохло».
Куралай завершила соревновательную карьеру и вышла замуж. Не собираясь становиться тренером, работала в сферах не связанных со спортом. Однако вернулась в фигурное катание, начав обучать маленьких детей. Впоследствии у неё собралась взрослая команда, и она стала главным тренером сборной Казахстана. Работает со спортсменами в одиночном катании и танцах на льду. В её группе проходили подготовку победители и призёры чемпионатов Казахстана. Куралай являлась одним из первых тренеров знаменитого Дениса Тена. Айза Мамбекова, катаясь под руководством Узуровой, кроме успехов на национальных соревнованиях, выступила на Олимпийских играх 2018.
Узурова на протяжении семнадцати лет работала в качестве главного тренера сборной Казахстана. В 2021 году, решив посвятить больше времени семье, она покинула данный пост, на котором её сменил россиянин Сергей Воронов.
Её дочь Карина выступала в танцевальной дисциплине. С Ильясом Али стала чемпионкой Казахстана и участницей чемпионата четырёх континентов.